# Acraea rubra
Acraea rubra är en fjärilsart som beskrevs av Eltringham 1912. Acraea rubra ingår i släktet Acraea och familjen praktfjärilar. Inga underarter finns listade i Catalogue of Life.